# احتواء (مسلسل)
احتواء (بالإنجليزية: Containment) مسلسل دراما أمريكي. مبني على قصة المسلسل البلجيكي كوردون. عرض على قناة CW في 19 أبريل، 2016. في 12 مايو، 2016، أعلنت القناة عن عدم تجديدها للمسلسل بعد الموسم الأول.

## الممثلين والشخصيات

### شخصيات رئيسية
- ديفيد غياسي[4] بدور أليكس كارناهان
- كريستينا موزيس[4] بدور جانا
- كريس وود[4] بدور الضابط جيك رايلي
- كلاوديا بلاك[4] بدور الدكتور سابين لومرس
- جورج يونغ[4] بدور الدكتور فيكتور كانرتس
- هانا ميغان[4] لورنس بدور تيريزا
- تريفور سانيت جون[4] بدور ليو غرين

## البثّ
في كندا عرض المسلسل على قناة غلوبال تيليفيجن نيتورك.

## وصلات خارجية
- الموقع الرسمي
- احتواء على موقع IMDb (الإنجليزية)
- احتواء على موقع ميتاكريتيك (الإنجليزية)
- احتواء على موقع روتن توميتوز (الإنجليزية)
- احتواء على موقع كينوبويسك (الروسية)
- احتواء على موقع ألو سيني (الفرنسية)
- احتواء على موقع قاعدة بيانات الفيلم (الإنجليزية)